# Précy-sur-Vrin
Précy-sur-Vrin é uma comuna francesa na região administrativa de Borgonha-Franco-Condado, no departamento de Yonne. Estende-se por uma área de 21,05 km². Em 2010 a comuna tinha 448 habitantes (densidade: 21,3 hab./km²).